# المنصبة (السياني)

تعديل مصدري - تعديل

المنصبة محلة تابعة لقرية الجرامعة، التابعة لعزلة الازارق بمديرية السياني إحدى مديريات محافظة إب في الجمهورية اليمنية.، بلغ تعداد سكانها 64 حسب تعداد اليمن لعام 2004.